# L'Île-Dorval
Pronunciação
L'Île-Dorval é uma cidade localizada na província de Quebec no Canadá.